# Manuel Dublán
Manuel Dublán Fernández de Varela (Ciudad de Oaxaca, Oaxaca, 1 de abril de 1830 – Tacubaya, Distrito Federal, 31 de mayo de 1891) fue un abogado, político y académico mexicano.

## Semblanza biográfica
Realizó sus estudios en el Instituto de Ciencias y Artes de Oaxaca. De ideología liberal moderada, incursionó en la política como cofundador del Partido de los Borlados. En 1852 obtuvo su título de abogado. En 1855, colaboró en la redacción de la Ley Juárez. Fue opositor de la intervención francesa y del Segundo Imperio Mexicano de Maximiliano de Habsburgo. Una vez restaurada la república fue elegido diputado en dos ocasiones. Fue juez del ramo civil y magistrado del Supremo Tribunal de Oaxaca, el cual llegó a presidir. De igual forma fue magistrado de la Suprema Corte de Justicia.
Fue partidario del Plan de Tuxtepec. Cuando Porfirio Díaz comenzó su segunda administración, Dublán fue nombrado secretario de Hacienda y Crédito Público, cargo que desempeñó de 1884 a 1891, murió durante el ejercicio de su cargo. Fue miembro de la Academia Mexicana.